# August Klemme
August Klemme (* 30. August 1830 in Hannover; † 30. November 1878 ebenda) war ein deutscher Porträt-, Genre- und Historienmaler.

## Leben

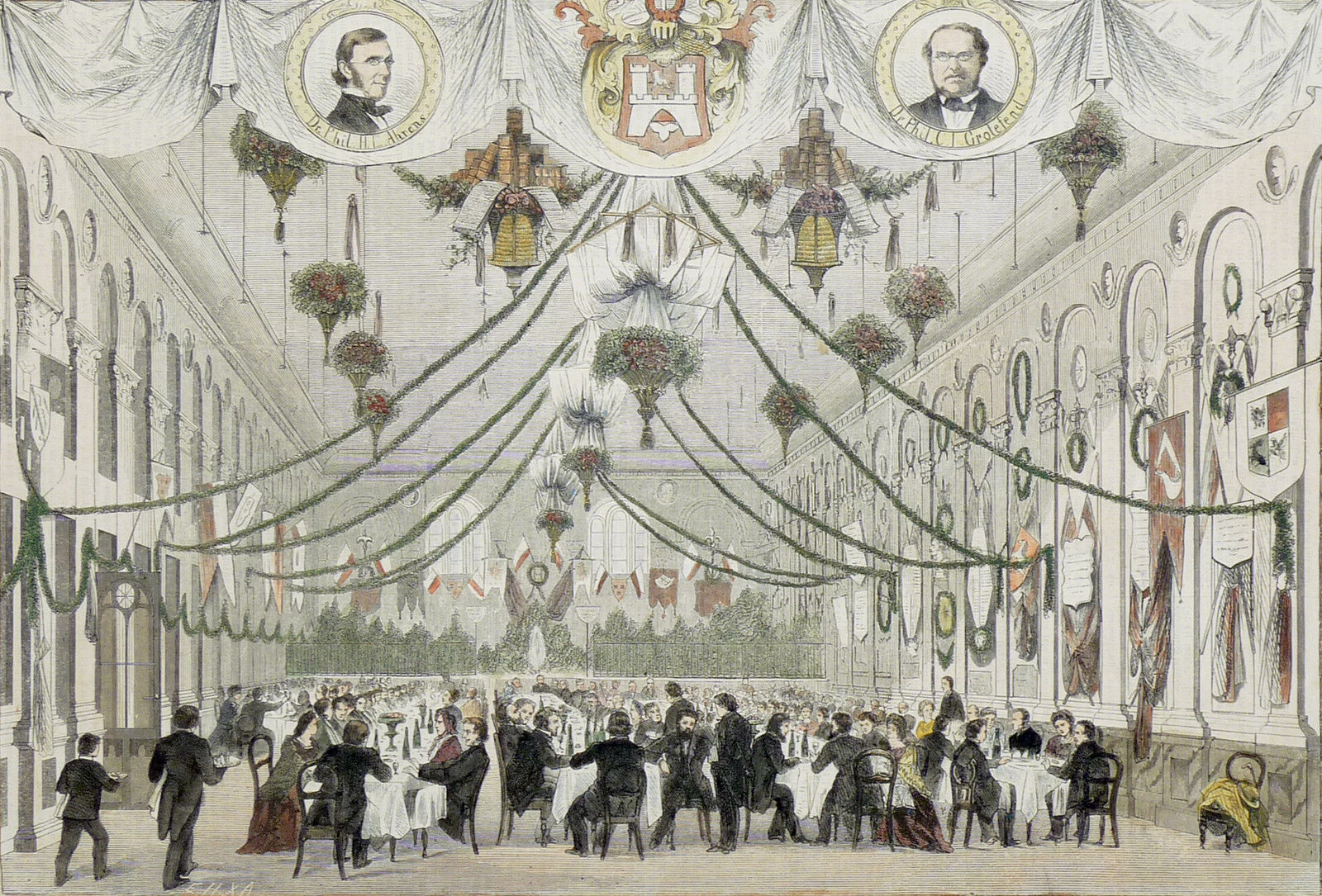
„Das Festmahl der Philologen im Odeon zu Hannover“,
kolorierter Holzstich aus der Werkstatt EHXA nach einer Originalzeichnung von Klemme, um 1870

August Klemme wurde noch vor Beginn der Industriellen Revolution 1830 in der Residenzstadt des Königreichs Hannover geboren, wo er sich zu Beginn der 1850er Jahre an der Polytechnischen Schule während des Studiums des Maschinenbaus mit zwei Kommilitonen besonders anfreundete: mit dem aus Alfeld stammenden Carl Bornemann und dem späteren Zeichner Wilhelm Busch. Nachdem Klemme im Herbst 1850 für das Studium der Malerei zunächst allein nach Düsseldorf an die dortige Kunstakademie gegangen war und dann ermunternde Nachrichten an nach Hannover gesandt hatte, folgten ihm seine beiden Freunde am 9. März 1851 zum Malstudium an die Düsseldorfer Akademie – Wilhelm Busch sogar gegen den Willen seines Vaters.
Nachdem Klemme nach Antwerpen gegangen war, wo er im Haus Pont au Fromage Nummer 320 wohnte, folgte ihm Wilhelm Busch auch dorthin. Später, nachdem sich Klemme auch in München aufgehalten hatte und über die inzwischen hochgeschätzte Akademie der Bildenden Künste an Busch in Wiedensahl berichtete, folgte ihm Wilhelm Busch dann auch in die süddeutsche Metropole.
Zurück in Hannover, wurde der Maler Conrad Beckmann einer der Schüler Klemmes.
August Klemme starb in seiner Heimatstadt Hannover im Alter von nur 48 Lebensjahren in der frühen Gründerzeit des Deutschen Kaiserreichs am 30. November 1878.